# Chiromantis
Chiromantis és un gènere de granota de la família Rhacophoridae. Aquestes granotes habiten als tròpics d'Àfrica.

## Taxonomia
- Chiromantis kelleri (Boettger, 1893).
- Chiromantis petersii (Boulenger, 1882).
- Chiromantis rufescens (Günther, 1869).
- Chiromantis xerampelina (Peters, 1854).